# قراباغش
قراباغش هي بلدة في مقاطعة مرحمت في ولاية أنديجان في أوزبكستان.